# Cliff Emmich
Cliff Emmich, né le 13 décembre 1936 à Cincinnati, dans l'Ohio, aux (États-Unis), et mort le 28 novembre 2022 à Valley Village, quartier de Los Angeles, en Californie, aux (États-Unis), est un acteur américain.

## Filmographie

### Cinéma
- 1969 : Gaily, Gaily
- 1972 : Top of the Heap : Hard-Hat
- 1972 : Hot Summer Week : le camioneur
- 1973 : Payday : Chicago
- 1973 : Invasion of the Bee Girls : le coronner
- 1974 : Our Time : le gestionnaire de l'hôtel
- 1974 : Le Canardeur : l'homme gros
- 1975 : Rafferty and the Gold Dust Twins : Cliff Wilson
- 1975 : Aloha, Bobby and Rose de Floyd Mutrux : Bird Brain
- 1976 : La Prison du viol : M. Bigelow
- 1977 : Bad Georgia Road : Earl DePue
- 1977 : Un espion de trop : un patrouilleur sur l’autoroute
- 1978 : Stingray : Roscoe
- 1978 : Barracuda : Député Lester
- 1981 : Deux filles au tapis : le promoteur obèse
- 1981 : Halloween 2 : M. Garrett
- 1985 : Hellhole : Dr Blume
- 1987 : Return to Horror High : Dillon
- 1993 : Best of the Best 2 : un Texan
- 1995 : Digital Man : le shérif
- 1997 : La Souris : Maire McKrinle
- 1998 : Big Buster : Oncle Buck
- 1999 : Follow Your Heart : le mécanicien
- 1999 : Inspecteur Gadget : le conducteur de bus
- 1999 : Treehouse Hostage : Détective Nelson
- 2005 : Marilyn Hotchkiss' Ballroom Dancing and Charm School : un portier

### Télévision
- 1971 : The Feminist and the Fuzz : le porteur de clé
- 1971 : L'Homme de fer : Jerry Baker (1 épisode)
- 1972 : Cool Million : Paul Davison (1 épisode)
- 1972 : Sur la piste du crime : Gerald Guido (1 épisode)
- 1973-1974 : The Odd Couple : Ben et Harold (2 épisodes)
- 1974 : ABC Afterschool Special : Porter (1 épisode)
- 1974-1977 : Sergent Anderson : Ronald English et autres personnages (3 épisodes)
- 1976 : La Conquête de l'Ouest : le barman (1 épisode)
- 1976 : Le Riche et le Pauvre (1 épisode)
- 1977 : Police Story : Stokes (1 épisode)
- 1977 : Starsky et Hutch : Moo-Moo Caifalno (1 épisode)
- 1977 : Baretta : le propriétaire de la cabine (1 épisode)
- 1977 : Drôles de dames : Duece (1 épisode)
- 1978 : La Petite Maison dans la prairie : John Bevins (1 épisode)
- 1978-1983 : Chips : Cal, Daniels et Ned (3 épisodes)
- 1979 : Happy Days : Candy Man (2 épisodes)
- 1979 : L'Île fantastique : Manny (1 épisode)
- 1979 : Greatest Heroes of the Bible : Mardon (1 épisode)
- 1979 : Vegas : Freddie Talberg (1 épisode)
- 1981 : L'Incroyable Hulk : Earl (1 épisode)
- 1982 : Strike Force : Hugo (1 épisode)
- 1982 : Falcon Crest : M. Lomax (1 épisode)
- 1983 : Matt Houston : M. Moto (1 épisode)
- 1983 : Automan : Zack (1 épisode)
- 1985 : K 2000 : Linden (1 épisode)
- 1986 : Riptide : Langston (1 épisode)
- 1987 : Private Eye : Victor (1 épisode)
- 1987 : Rick Hunter : Oscar (1 épisode)
- 1987 : It's Garry Shandling's Show : le Père Noël (1 épisode)
- 1988 : Simon et Simon : Jimmy Mastrianni (1 épisode)
- 1990 : Campus Show (1 épisode)
- 1990 : Vic Daniels, flic à Los Angeles : Ace Scanlon (1 épisode)
- 1990 : Madame est servie : Jack Dodds (1 épisode)
- 1992 : Côte Ouest : Tubby Comfort (1 épisode)
- 1994 Arabesque : Harry Tigner (1 épisode)
- 1994 : Alerte à Malibu : Sid (1 épisode)
- 1995 : California Dreams : M. Laden (1 épisode)
- 1997 : Martin : Billy Joe (1 épisode)
- 1997 : Nash Bridges : Talent Agent (1 épisode)
- 1999 : Walker, Texas Ranger : King (1 épisode)
- 2007 : Preuve à l'appui : Dr Marlen (1 épisode)
- 2013 : Holiday Road Trip : Rocky